# Wapen van Löwenstein-Wertheim
Het Wapen van Löwenstein-Wertheim is het heraldische symbool van de graven en latere vorsten van Löwenstein-Wertheim.

## De vorming van de dynastie
Keurvorst Frederik I van de Palts had uit zijn relatie met Clara Tott een zoon, Lodewijk, die in 1476 de heerlijkheid Scharfeneck van keurvorst Philips ontving. Lodewijk ging toen een wapen voeren, dat bestond uit een combinatie van de wapens van Beieren en Scharfeneck. Het wapen van Beieren was ontleend aan dat van zijn vader, want de keurvorsten van de Palts voerden het wapen van Beieren omdat ze tot dezelfde dynastie behoorden als de hertogen van Beieren: het Huis Wittelsbach

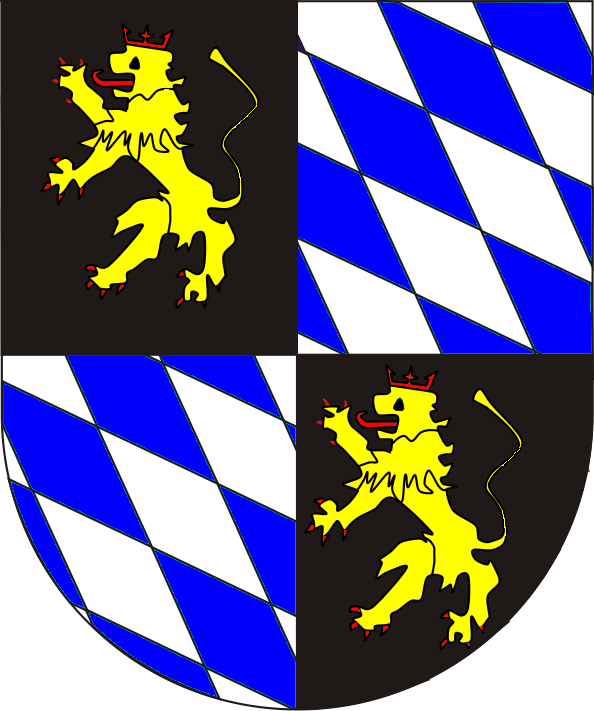
Keurvorstendom Palts
Hertogdom Beieren
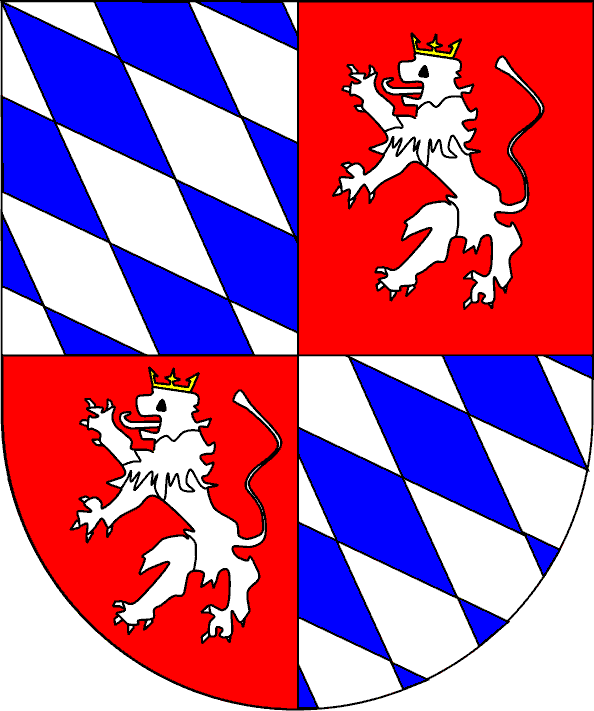
Lodewijk van Scharfeneck
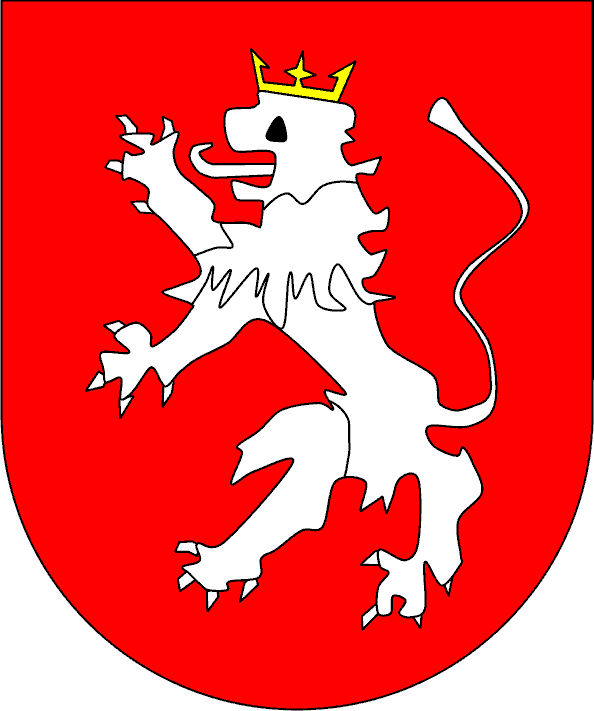
Heerlijkheid Scharfeneck

## Graaf van Löwenstein

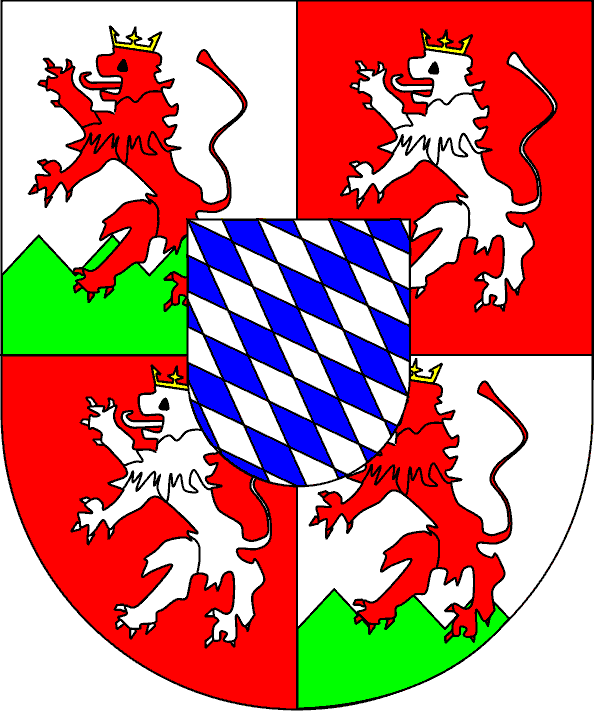
Graven van Löwenstein
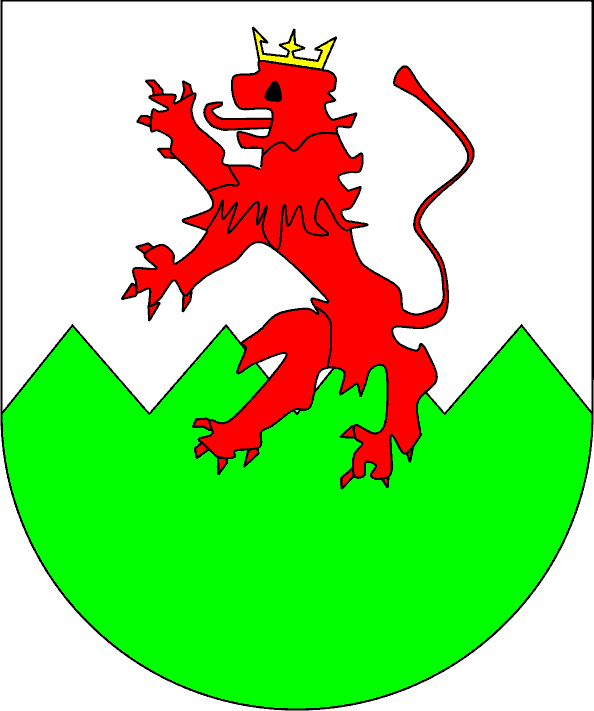
Graafschap Löwenstein

Lodewijk van Scharfeneck kreeg in 1488 het graafschap Löwenstein van de keurvorst van de Palts, de grafelijke titel werd door de keizer pas in 1494 verleend.

## Graaf van Wertheim

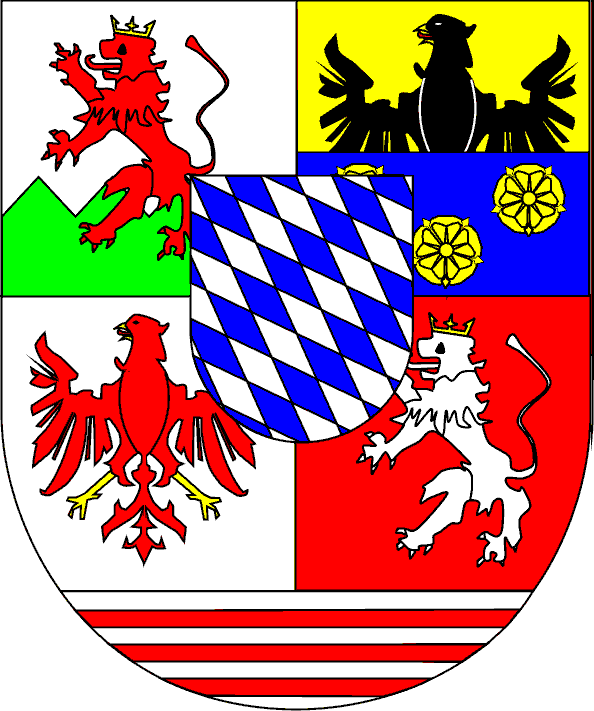
Löwenstein-Wertheim tot 1648
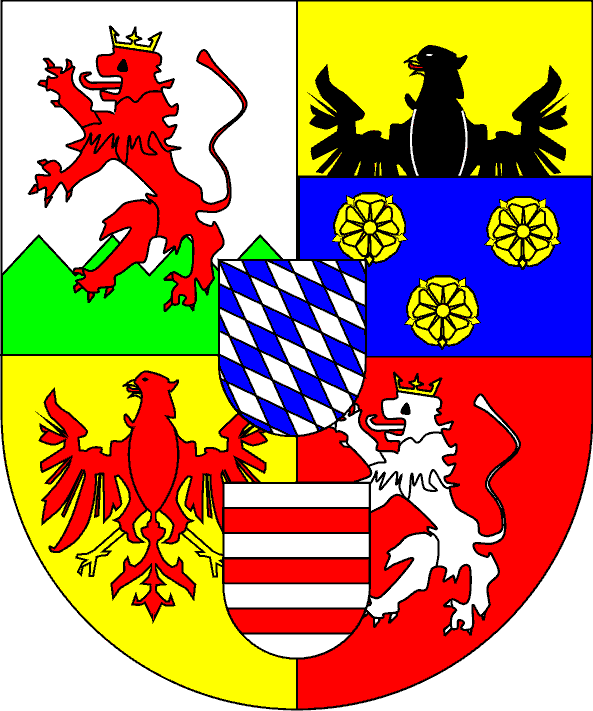
Löwenstein-Wertheim tot 1658
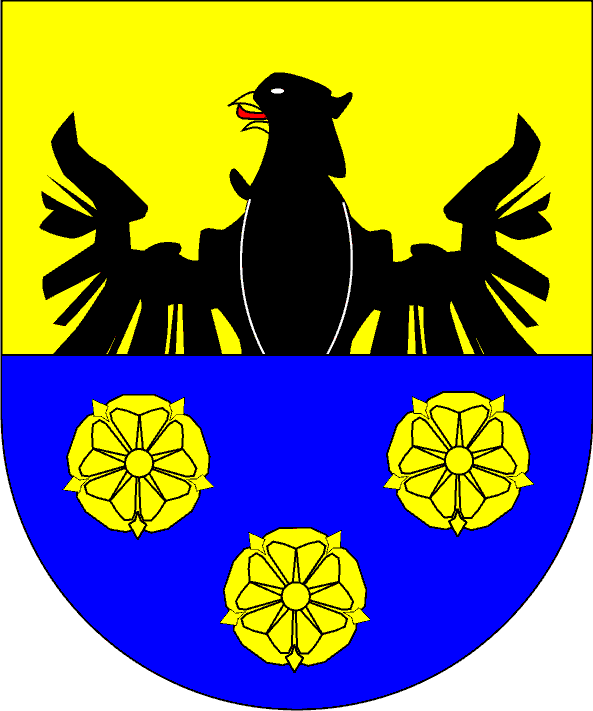
Graafschap Wertheim
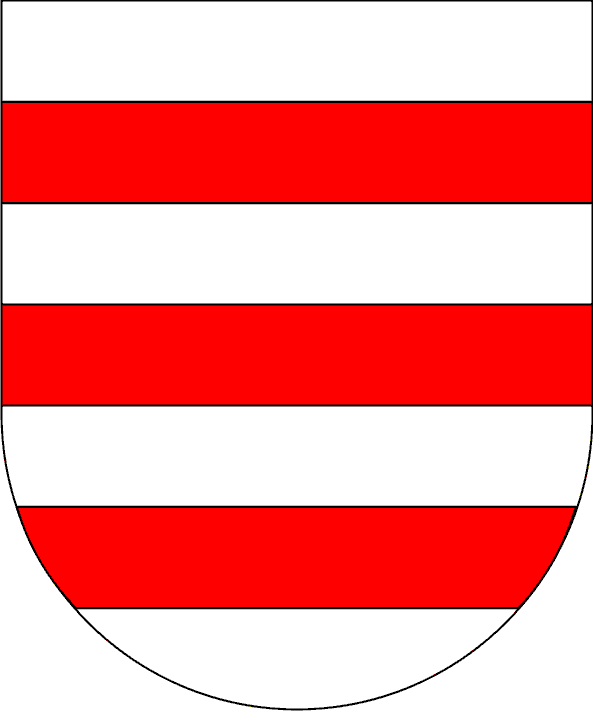
Heerlijkheid Breuberg
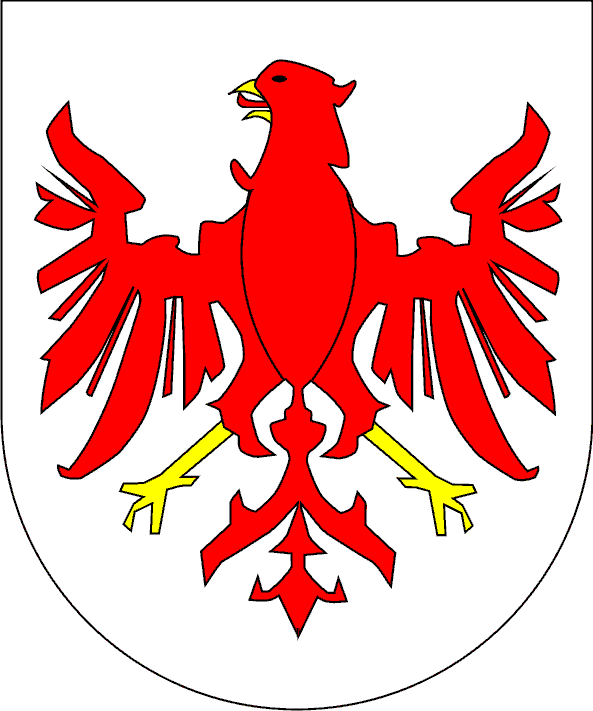
Heerlijkheid Montaigu

Een belangrijke gebeurtenis was het huwelijk van de kleinzoon van Lodewijk I, Lodewijk III met Anna van Stolberg. Zij was de erfgename van het graafschap Wertheim, de halve heerlijkheid Breuberg en rijke bezittingen in het huidige België, zoals Montaigu en Rochefort. Er was geen eenheid in de voering van de wapens. Soms voerden zelfs broers verschillende versies.

## Löwenstein-Wertheim-Virneburg

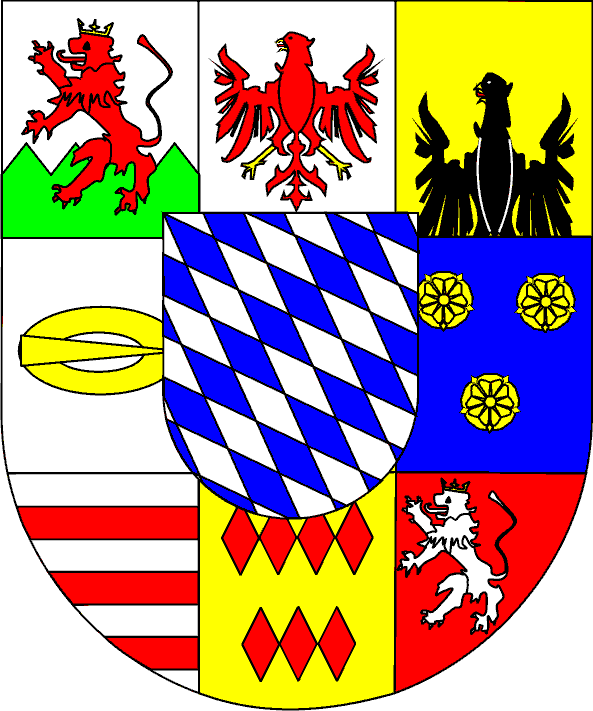
Löwenstein-Wertheim-Virneburg
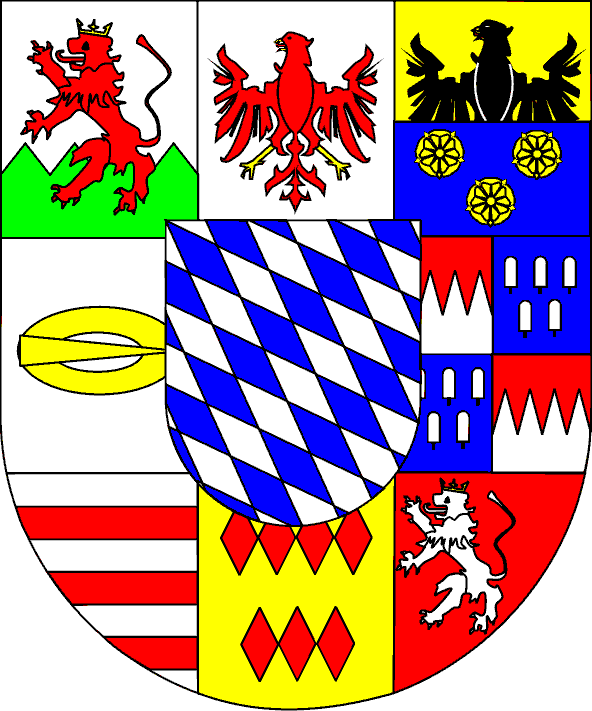
Löwenstein-Wertheim-Freudenberg
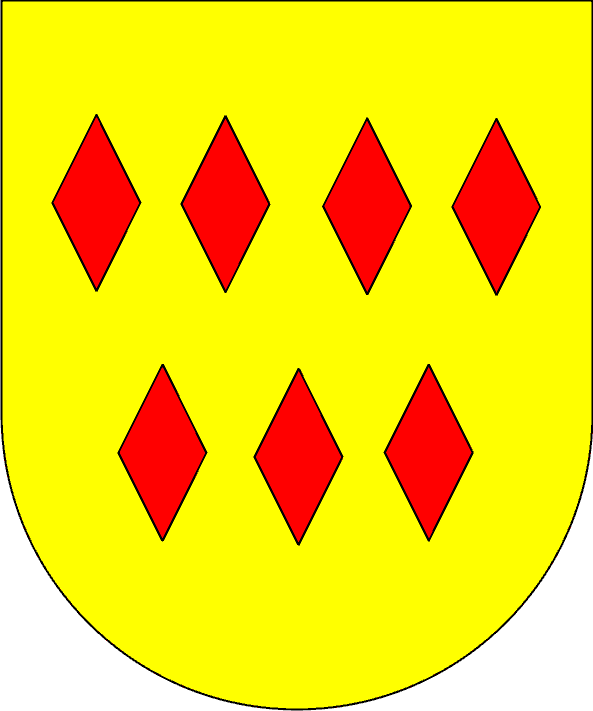
Graafschap Virneburg
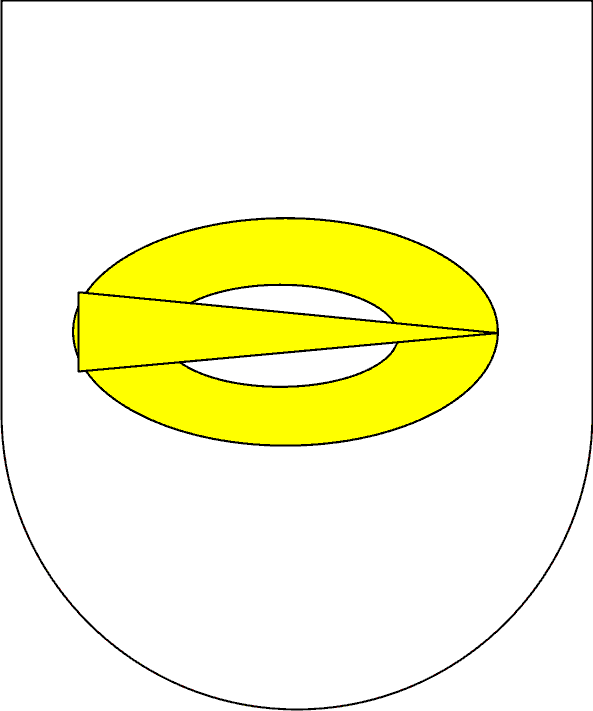
Neu-Rochefort
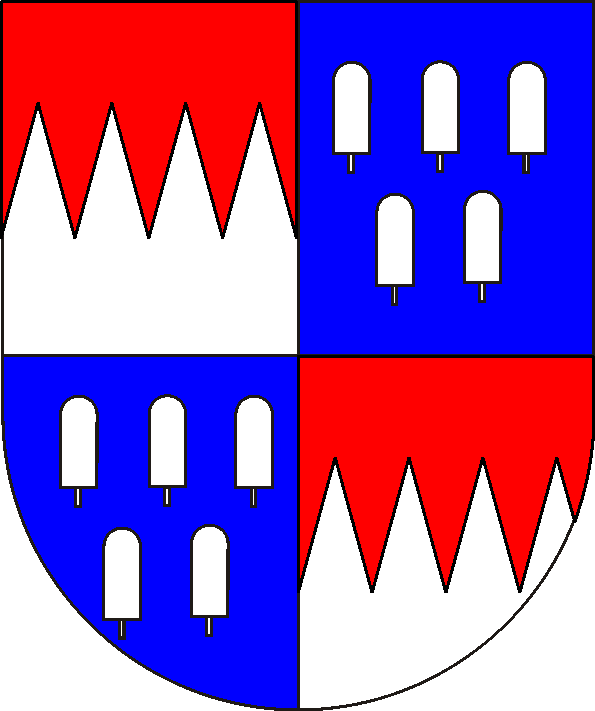
Graafschap Limpurg

Ten gevolge van het huwelijk van graaf Christof Lodewijk met gravin Elizabeth van Manderscheid kwam het graafschap Virneburg in het bezit van de familie. Christof Lodewijk was de stichter van de tak Löwnestein-Wertheim-Freduenberg, terwijl zijn jongere broer Johan Diederik zijn moeder in de Belgische bezittingen opvolgde. Naast het wapen van Virneburg voerde de oudste tak toch ook de wapens van de bezittingen van de jongere tak. Ten gevolge van het huwelijk van graaf Eucharius Kasimir in 1693 met Juliana Dorothea van Limpurg-Gaildorf, kwamen de graven ook in het bezit van een deel van het graafschap Limpurg. In 1797 ging Virneburg verloren en in 1803 werd als compensatie Freudenberg verworven. Sindsdien noemden werd de titel Löwenstein-Wertheim-Freudenberg gevoerd.

## Löwenstein-Wertheim-Rochefort

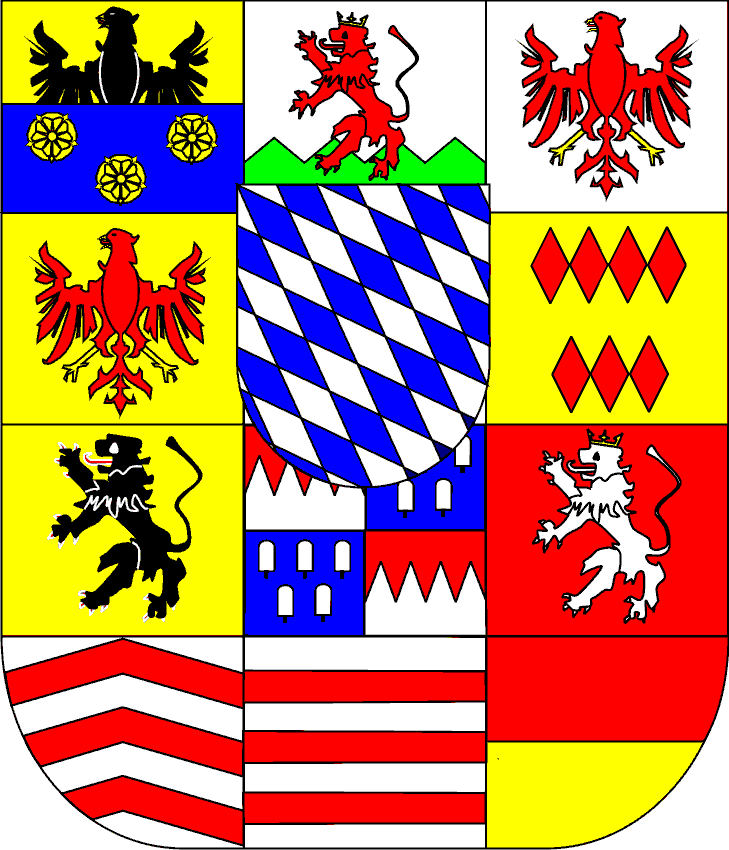
Löwenstein-Wertheim
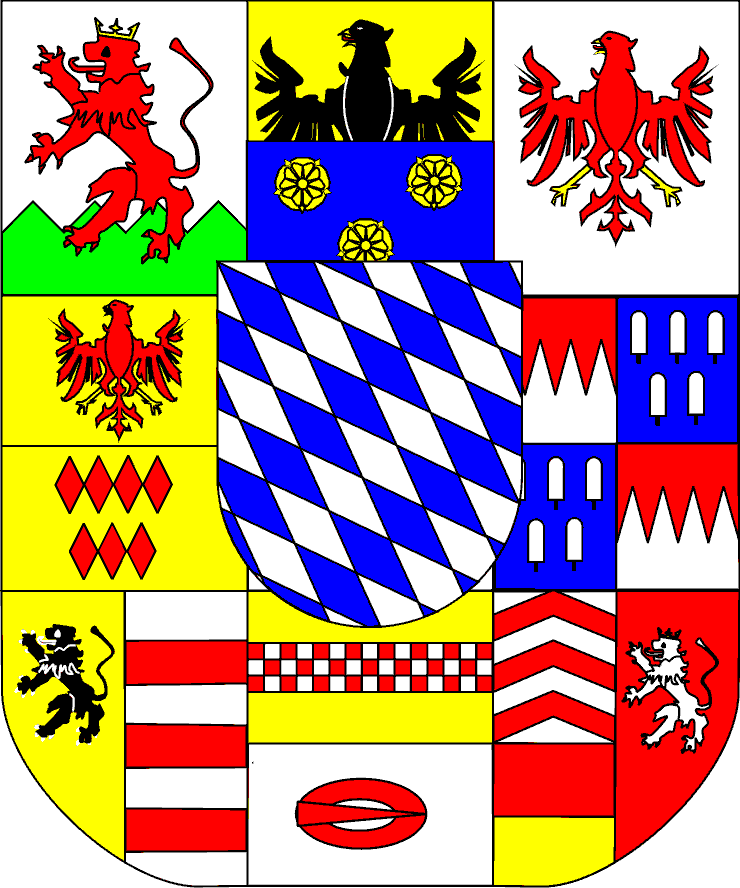
Löwenstein-Wertheim
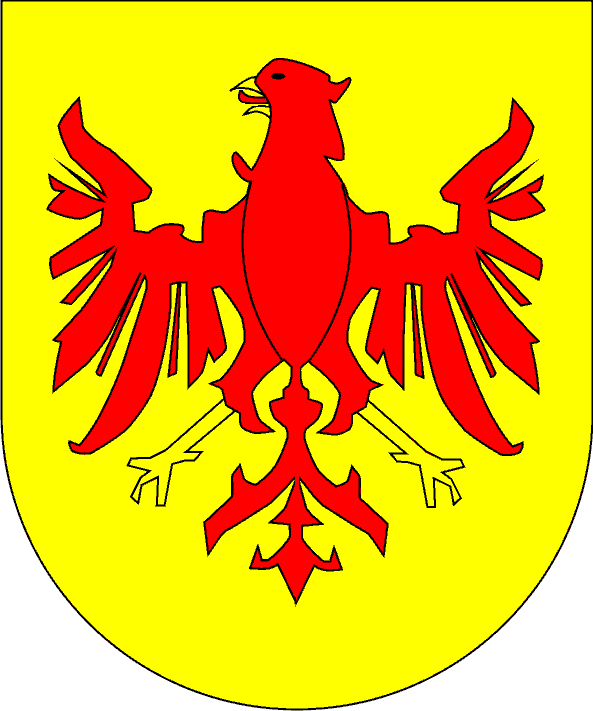
Alt-Rochefort
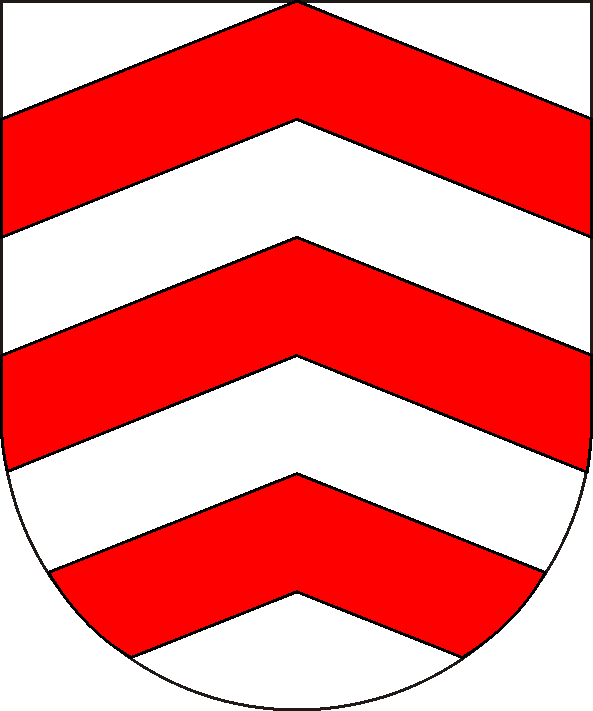
Heerlijkheid Eppstein
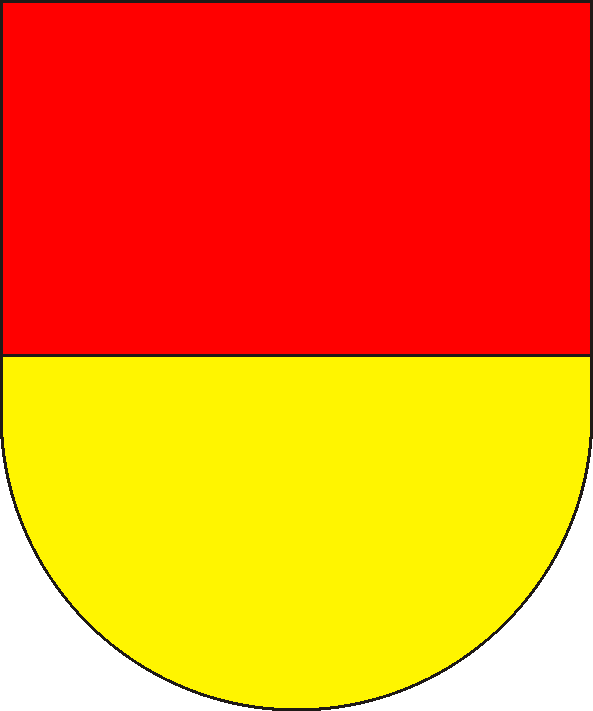
Heerlijkheid Münzenberg
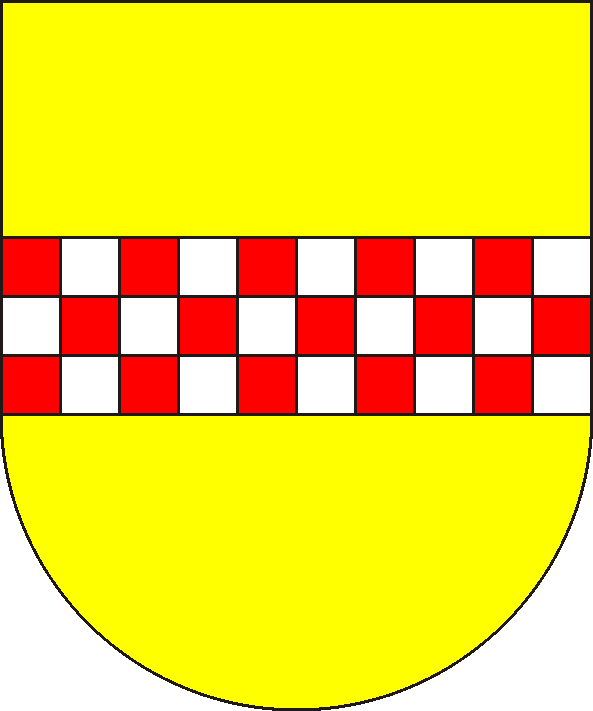
Graafschap Mark

De successie in het graafschap Rochefort is gedurende anderhalve eeuw bestreden door de graven van Stolberg. Uiteindelijk won het huis Stolberg het proces en moest het graafschap Rochefort voor een belangrijk deel worden afgestaan. In de gevoerde strijd speelde ook het wapen een rol en zo verscheen o.a het wapen van het graafschap Mark, de dynastie die rond 1500 in het bezit van het graafschap Rochefort was.